# Робертс, Тайла
Тайла Робертс (англ. Tayla Roberts; род. 16 февраля 1993 года, Лонсестон, Тасмания, Австралия) — австралийская профессиональная баскетболистка, которая выступала в женской национальной баскетбольной лиге (ЖНБЛ). Играла на позиции тяжёлого форварда и центровой. Лучший новичок женской НБЛ (2010).
В составе национальной сборной Австралии она стала победительницей чемпионата Океании среди девушек до 16 лет 2009 года в Брисбене, к тому же принимала участие на чемпионате мира среди девушек до 17 лет 2010 года во Франции и чемпионате мира среди девушек до 19 лет 2011 года в Чили.

## Ранние годы
Тайла Робертс родилась 16 февраля 1993 года в городе Лонсестон (штат Тасмания).